# 理查德·沃伦·西尔斯
理查德·沃伦·西尔斯（Richard Warren Sears，1863年12月7日—1914年9月28日）是一位美国商人，与阿尔瓦·柯蒂斯·罗巴克（Alvah Curtis Roebuck）共同创立了西尔斯·罗巴克公司。

## 生平

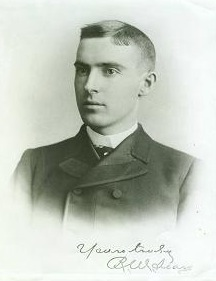
年轻时的西尔斯

西尔斯出生于明尼苏达州斯图尔特维尔。他的父亲詹姆斯·沃伦·西尔斯（James Warren Sears；大约1828年出生于纽约），是一名铁匠、马车制造商。他的母亲伊丽莎·伯顿（Eliza Burton）大约1843年出生于俄亥俄州。父母都有英格兰血统。1870年6月，他的父亲在明尼苏达州春谷担任市议员，他也在那里长大。1880年，他开始在明尼苏达州北布兰奇担任明尼阿波利斯和圣路易斯铁路的电报员，后来被调到雷德伍德福尔斯，担任那里的车站管理员。
1886年，西尔斯靠兜售金表赚得第一桶金，随后搬到明尼阿波利斯并创立了西尔斯手表公司（RW Sears Watch Company） 。1887年，西尔斯将公司迁至芝加哥，聘请了钟表修理工阿尔瓦·柯蒂斯·罗巴克（Alvah Curtis Roebuck）来修理所有退回的手表。罗巴克是西尔斯的第一位员工，后来他成为西尔斯·罗巴克公司的联合创始人。1895年，公司现金短缺，罗巴克离开了公司。西尔斯以75,000美元的价格将公司的一半股份卖给了亚伦·努斯鲍姆（Aaron Nusbaum）和他的姐夫朱利叶斯·罗森瓦德。理查德·西尔斯于1908年退休，罗森瓦德接替他成为总裁。
西尔斯退休后搬到伊利诺斯州的布拉夫湖，因酗酒而健康状况不佳。六年后，他在威斯康星州沃克夏死于布赖特病，安葬在芝加哥罗斯希尔公墓中，靠近商业竞争对手亞倫·蒙哥馬利·沃德。